# 中立聲明
《中立聲明》是美國總統喬治·華盛頓發布於1793年4月22日的正式聲明，宣布美國在英法的衝突中保持中立。並以該聲明對向任一交戰國提供援助的美國人脅之以司法訴訟。

## 背景
1793年2月，法國革命黨對英國宣戰，這一宣佈就等於法國決心與全歐洲為敵。消息直到同年4月上半月才傳到美國。當時正於維農山莊參加侄子葬禮的華盛頓總統得知後，匆匆趕回賓州，並於4月19日就此事召開內閣會議。會議中一致同意發布聲明：「禁止公民參與任何的海上敵對行動，以助戰或反抗交戰之任一方」。
華盛頓的議員們一致認為中立至關重要。國家草創不久，軍事規模小到不值得冒險與法英發生任何衝突。特別是國務卿湯瑪斯·傑佛遜認為，聯邦黨人——其政敵——在這個問題上的影響力不容小覷，但也同意應該發布一份宣言，儘管或許不必具有官方色彩。
在1月14日的內閣會議上，傑佛遜論說，中立雖屬必要，但其實毋須立即宣布，甚或由政府具名；或許根本就無需有官方立場。傑佛遜暗示，美國可以有償中立：「為什麼不拖一下，讓各國為（美國的）中立競價呢？」對此，財政部長亞歷山大·漢彌爾頓回應道，美國的中立不容談判。傑佛遜終因不同意《中立聲明》而辭去國務卿一職。

## 宣言文本
有鑑於戰爭狀態實存於奧地利、普魯士、薩丁尼亞、大不列顛、和荷蘭為一方，而法國為另一方之間，故合眾國之義務和利益促請各方真誠善意地採行友好公正行為以對交戰方：
余自思最適於當下者為宣布合眾國之傾向為分別敬予觀察並追隨前述各方之行為，並諭知和示警合眾國之公民留心以避任何有違此傾向之所有行為或程序。
余亦特此曉諭，任何美國公民應自行承擔據國際法所行之懲戒或沒入，若對上述任一方實施、協助或唆使敵對行為，或攜現代國際慣例視為違禁品之物入任一方，將不受到合眾國之保護而免於其懲戒或沒入。此外，余已指示司法官員，於合眾國法院所轄範圍內，起訴有違國際法以助交戰各方或其中一方之所有民眾。

受各人見證，余當下已鈐記美利堅合眾國之印信，並親筆簽署。成於費城，西元一千七百九十三年四月二十二日，即美利堅合眾國獨立十七週年。——喬治·華盛頓

## 論戰
聲明引發了亞歷山大·漢彌爾頓（聯邦黨寫手）和詹姆斯·麥迪遜（民主共和黨寫手）之間的一場筆戰，俗稱“Pacificus／Helvidius論戰”。漢密爾頓以「Pacificus」為筆名撰寫七篇雄文，探討對該聲明的反對意見。論點包括：
- 此令事實上合憲；因為雖然宣戰的唯一權力在國會，但「在宣戰前維護和平是行政部門之義務」。[5]
- 《中立聲明》並不違背美國1778年與法蘭西第一共和國所簽訂之同盟條約 (1778年)，民主共和黨人所言者非是。漢彌爾頓指出，該條約是一項防禦性同盟，並不適用於進攻性的戰爭，“而且還是法國向其他歐洲列強宣戰”，又不是反過來的情況。[6]
- 若與法國站同一邊，那麼美國將於境內面臨英國和西班牙政府煽動受其影響的「眾多印地安部落」發動攻擊的危險。

湯瑪斯·傑佛遜（在讀過幾篇Pacificus的文章後）鼓勵詹姆斯·麥迪遜回覆。麥迪遜起初猶豫不決。在維吉尼亞的種植園裡，他向傑佛遜找了許多無法打筆戰的藉口，如缺乏必要的書籍和論文來駁斥《Pacificus》，“令人難以忍受”的酷夏，以及家裡有過多不速之客等。最終，麥迪遜還是同意了傑佛遜的請求，儘管事後又寫信對傑佛遜說：「我是強迫自己回覆。我可以直承，這是所經歷過最令人不快的一次。」
麥迪遜以Helvidius為筆名發表五篇論文，展現了兩大政治派別之間日益加深的敵意。他攻擊聯邦黨人及所有支持《中立宣言》的人，尤以漢彌爾頓為甚，稱其為秘密的君主主義者。宣稱：「幾篇署名Pacificus的文章最近發表後，深為雜在我們當中的外國人與墮落公民所喜愛與激賞，他們憎恨我們的共和政府，和法國大革命。」麥迪遜揭示了嚴格的憲政人士對憲法和本聲明的看法，要求是國會，而非總統，全權處理外交事務，只除憲法所明示之例外。

## 在流行文化中
音樂劇《漢彌爾頓》中的歌曲「內閣對決#2」描述了傑佛遜／麥迪遜與漢彌爾頓之間關於本聲明的論戰。

## 進階閱讀
- Schmitt, Gary J.  "Washington's proclamation of neutrality: Executive energy and the paradox of executive power." Political Science Reviewer 29 (2000): 121+
- Young, Christopher J. "Connecting the President and the People: Washington's Neutrality, Genet's Challenge, and Hamilton's Fight for Public Support." Journal of the Early Republic 31#3 (2011): 435-466.

## 外部連結
- The Proclamation of Neutrality (1793). Lillian Goldman Law Library.